# Nina Hespel
Nina Hespel (30 juli 2001) is een Belgische atlete, die gespecialiseerd is in de sprint en het hordelopen. Ze werd eenmaal Belgisch kampioene.

## Loopbaan
Hespel nam in 2021 op de 400 m horden deel aan de Europese kampioenschappen U23 in Tallinn. Ze werd uitgeschakeld in de halve finales. Op de 4 × 400 m werd ze met de Belgische ploeg uitgeschakeld in de reeksen. Op hetzelfde nummer werd ze begin 2022 geselecteerd voor de wereldindoorkampioenschappen in Belgrado. Ze kwam als reserve niet in actie.
In 2022 werd Hespel geselecteerd voor het Belgische 4 × 400 m estafetteteam voor de wereldkampioenschappen later dat jaar in Eugene.
Club
Hespel, die de dochter is van inspanningsfysioloog en hoogleraar Peter Hespel, is aangesloten bij Daring Club Leuven Atletiek.

## Belgische kampioenschappen
Outdoor
| Onderdeel    | Jaar |
| ------------ | ---- |
| 400 m horden | 2023 |

## Persoonlijke records
Outdoor
| Onderdeel    | Prestatie | Wind     | Datum            | Plaats     |
| ------------ | --------- | -------- | ---------------- | ---------- |
| 200 m        | 24,17 s   | +1,4 m/s | 29 augustus 2021 | Lebbeke    |
| 400 m        | 53,91 s   |          | 4 juni 2022      | Oordegem   |
| 400 m horden | 56,08 s   |          | 25 juni 2022     | Gentbrugge |

Indoor
| Onderdeel | Prestatie | Datum            | Plaats           |
| --------- | --------- | ---------------- | ---------------- |
| 200 m     | 24,39 s   | 24 februari 2023 | Gent             |
| 400 m     | 53,80 s   | 12 maart 2022    | Louvain-la-Neuve |

## Palmares

### 400 m
- 2022:  BK indoor AC – 54,23 s

### 400 m horden
- 2021: 8e in ½ fin. EK U23 in Tallinn – 62,06 s (58,18 s in reeks)
- 2022:  BK AC – 56,08 s
- 2023: 5e EK U23 in Espoo – 56,25 s
- 2023:  BK AC – 57,44 s

### 4 x 400 m
- 2021: 5e in reeks EK U23 in Tallinn  – 3.37,47